# 海科·馬斯
海科·馬斯（德語：Heiko Maas，1966年9月19日 - ），是德国一位社民黨籍的政治家，曾擔任聯邦司法部部長與聯邦外交部部长。
1966年9月19日，马斯出生于德国萨尔州萨尔河畔的萨尔路易县。1989年，在萨尔大学法学专业读书。1996年，他首次進入薩爾蘭州議會，曾經是社會民主黨薩爾蘭州議會黨團的党鞭。2013年12月17日開始，擔任德國聯邦司法部部長 。2018年3月14日起，任德国联邦外交部部长。

## 政治活动

### 當面斥責王毅威脅捷克
2020年8月30日，捷克參議院議長韋德齊继承計劃訪問台灣後突然猝死的前任议长柯佳洛遺志，與賀瑞普等共九十人的代表团访问臺灣，與中華民國總統蔡英文等官員會面。韋德齊表示：「此次出访是延续前总统哈维尔和前外长伊日·丁斯特比爾建立的外交传统，也就是扞衞自由和民主。捷克与民主国家合作，不管他人同意与否」。
8月31日，中华人民共和国外交部部长王毅就韋德齊访台事，表示：“在台湾问题上挑战一个中国原则，就是与14亿中国人民为敌，对于捷克参议长的公开挑衅及其背后的反华势力要让其为自己的短视行为和政治投机付出沉重代价。”
9月1日，王毅與德國外長海科·馬斯會面。海科·馬斯當面警告王毅「威脅在這裏行不通」，並在會面後聯繫捷克外長湯瑪斯·佩崔切克以表達德國對捷克的支持。德國國會聯邦議院外交事務委員會主席諾伯特·洛特根亦斥責，王毅在訪問德國時「出言恐嚇另一個歐盟成員國以及議員」，是外交上的冒犯以及對民主的褻瀆。

### 主張德國主權高於美國意願
2019年12月20日，美国总统唐納·川普签署《2020年国防授权法案》，内容包括美国对北溪二号天然气管道实施制裁。2019年12月12日，德國外長海科·馬斯在推特發文批評美国：“欧洲的能源政策是由欧洲决定，不是美国。德国拒绝任何外部干预和域外制裁。”2020年12月，海科·馬斯接受德新社採訪時表示，在同美国方面有关北溪二号天然气管道的争议以及德国军费开支比例等问题上，德国都不会改变立场，“如果我们所理解的主权只意味着未来我们只做华盛顿希望的事情，则我们大可不必奢谈欧洲主权”。

## 外部連結
- 海科·馬斯在互联网电影资料库（IMDb）上的資料（英文）
- 官方网站
- Heiko Maas at wahl.de